# Аргируполи (дем Ретимно)
Аргиру̀поли (на гръцки: Αργυρούπολη) е село в Република Гърция, разположено на остров Крит, дем Ретимно. Селото има население от 402 души. На тертиторията на Аргируполи са открити археологически находки от древноримски град Лапа.

## Личности
Родени в Аргируполи
- Илияс Делиянакис, гръцки революционер